# 舉水河
举水河是位於湖北省東北部的一條長江支流。發源於黃岡麻城市的棋盤石，上游稱作福田河，在黃岡市团风注入長江，全長165.7千米。河流沿線的城市有黄冈麻城市、团风县和武汉市新洲区。

## 历史
最近在举水上游出土的一些歷史遺跡表明這裡稱發生過慘烈的戰爭。据历史学家推测，这场战争极有可能是春秋时期发生在吴、楚两国间的柏举之战（举水即“柏举”二字中的“举”字由来）

## 麻城境内的水文状况
举水河是麻城市境内第一大河流，长江一级支流，发源于福田河镇两路口村，于岐亭镇荣家洲村流入武汉市新洲区。举水河麻城段全长122.5千米，主要支流有白塔河、白果河、桃林河、阎家河。其中举水河源至白塔河69千米，为举水上游，流经福田河镇、黄土岗镇、乘马岗镇；白塔河至歧亭镇荣家洲出口53.5千米，为举水中游，流经阎家河镇、龙池桥街道、鼓楼街道、南湖街道、湖北省麻城经济开发区、中馆驿镇、宋埠镇、铁门岗乡和歧亭镇；举水河流经的新洲区、团风县则为举水下游。巴河位于湖北省黄冈地区中部，属长江干流中游下段北岸一级支流。巴河发源于鄂皖交界大别山脉的雪峰山，自北向南流经麻城、罗田、浠水、团风、黄州五县市（区），于浠水县巴河镇下巴河处注入长江，干流总长148千米。流域地理位置介于东经115°17′～115°46′，北纬 30°22′～31°12′之间，北沿大别山脉与安徽省金寨县交界，南临长江与鄂州相望，西与举水流域相接，东与浠水流域毗连；流域南北长78.5千米，东西宽45.5千米，流域面积3489平方千米。

## 支流
举水的主要一级支流有巴水河、跳石河、阎家河、浮桥河、白果河、鄢家河。
巴水河发源于鄂豫皖三省交界的木子店镇李峰山，自北向南流经麻城、罗田、团风、浠水等县，沿途汇水绵延百余公里，在黄州区汇入长江，是长江重要的一级支流。巴水麻城境内流经木子店、张家畈2个乡镇。境内干流总长 55.6千米，于张家畈镇流入罗田出境。
跳石河属举水水系，发源于乘马岗镇大河铺村李家冲，自西向东流经乘马岗镇的大河铺村、乘马岗村、得胜寨村、上马石村、李家畈村等行政村，于乘马岗镇许家河村新屋岗汇入举水，全长41.7千米，流域面积222平方千米。跳石河上游建有中型水库大河铺水库。
阎家河属举水支流，发源于三河口镇董河村郭家冲，由北向南流经三河口镇、阎家河镇、鼓楼街道办事处、南湖街道办事处，在南湖街道办事处夹洲村胡家细湾汇入举水，全长59.3千米，流域面积733.9平方千米。阎家河上游三河口境内建有大中型水库——三河口水库和碧绿河水库，其中三河口水库为大型水库，总库容16900万立方米，承担着水源供给、农业灌溉等功能，是麻城市重要集中式饮用水水源地。
浮桥河属举水支流，发源于顺河镇袁家山村分水岭，自北向南流经顺河镇，于顺河镇冯家寨注入浮桥河水库，而后通过水库大坝下泄流量在浮桥河村向南流经中馆驿镇，在盛家畈与毛家河汇合，于中馆驿镇林寨村饶家河汇入举水，河流全长54.6千米，流域面积529平方千米。浮桥河上游建有浮桥河水库，总库容45490万立方米，水面面积达30.32平方千米，是一座集防洪、灌溉、供水、发电、航运等功能于一体的大型水库，水库每月供水量约120多万立方米，是麻城市规模最大的大型水库。
白果河属举水支流，发源于盐田河镇南冲庙村茅沟佳，沿地势自东向西注入明山水库，通过水库下泄流量在水库村流出，先后流经盐田河镇、白果镇，在白果镇高家湾与麻溪河汇合，之后在老三门闸口与港河汇合，于白果镇陈墩湾流入举水，白果河全长42.6千米，流域面积340平方千米。
麻溪河、港河属白果河支流，是举水二级支流。其中麻溪河发源于白果镇大坳村范家塘，顺河而下注入大坳水库，而后于大坳岗流出，先后经戴家湾、麻溪河村，最终与白果河汇合，麻溪河河长8.92千米，流域面积65.9平方千米。
鄢家河属举水支流，发源于宋埠镇鄢河村罗家冲，自北向南流经宋埠镇、歧亭镇，在歧亭镇荣家洲村汇入举水，全长33.9千米，流域面积348平方千米。
桃林河为阎家河支流，属举水水系，为举水二级支流。桃林河全长23.4千米，流域面积76.5 平方千米。发源于龟山镇大地块村系马桩，沿地势由龟峰风景名胜区流出，由东向西流经龟山镇、阎家河镇，在阎家河桃林河村刘家咀与阎家河汇合，之后于南湖街道办事处夹洲村胡家细湾汇入举水。